# سفين كريست
سفين كريست (9 ديسمبر 1973 في سويسرا - ) هو لاعب كرة قدم سويسري في مركز الدفاع. لعب مع ماينتس 05 ونادي آراو ونادي غراسهوبر زيوريخ ونادي لوزان ونادي غرينشين ‏.

## وصلات خارجية
- سفين كريست على موقع الاتحاد الدولي (مؤرشف)  (الإنجليزية)
- سفين كريست على موقع قاعدة بيانات كرة القدم.إي يو (الإنجليزية)
- سفين كريست على موقع Soccerway.com (الإنجليزية)